# Рафаель Реєс Прієто
Хосе Грегоріо Амбросіо Рафаель Реєс Прієто (ісп. José Gregorio Ambrosio Rafael Reyes Prieto; 5 грудня 1849 — 18 лютого 1921) — колумбійський військовик і політик, п'ятий президент Колумбії.

## Біографія
Народився 1849 року в місті Санта-Роса-де-Вітербо. Здобувши загальну освіту, Реєс разом з братами зайнялись комерцією. 1874 року з метою дослідження й освоєння невідомих районів басейну Амазонки вони вирушили в подорож. Один з братів під час пошуку шляху до Бразилії загинув від хвороби, яка перебігала з гарячкою, іншого з'їли канібали, втім Рафаелю Реєсу вдалось упродовж десяти років вижити в амазонських джунглях. Створений ним успішний бізнес, що базувався здебільшого на торгівлі хінною, через фінансову паніку зазнав краху, тому він був змушений повернутись до цивілізованого світу.
Невдовзі він вступив до лав Консервативної партії, 1885 року взявши участь у війні проти революційних сил, які намагались повалити уряд Рафаеля Нуньєса. За особливі заслуги перед президентом був призначений на посаду начальника штабу Національної армії Колумбії. 1895 року він став головнокомандувачем Північної армії, здобув кілька перемог у 1899—1902 роках під час громадянської війни.
Згодом Реєс отримав пост міністра внутрішніх справ, а потім став послом Колумбії у Швейцарії та Франції, був делегатом на Пан-Американській конференції в Мексиці (1901—1902). Після невдалої спроби домовитись зі Сполученими Штатами про компенсацію в $ 2 500 000 за втрату Панами, повернувся до Колумбії.
1904 року Реєс був обраний на пост президента країни. Невдовзі після інавгурації він прийняв на себе диктаторські повноваження, розпустив парламент, заарештував деяких його членів й ініціював зібрання лялькового законодавчого органу. Девізами адміністрації президента Реєса були: «мир, гармонія і творчість» та «менше політики й більше справ». Його перші закони були спрямовані на відновлення миру й порядку в країні. Задля примирення з лібералами він запропонував їм кілька міністерських посад у своєму уряді.
Президент Реєс виявив себе радше професійним адміністратором і соціальним реформатором, аніж політиком. Він опікувався законом про захист прав мінори тарних соціальних груп, створив міністерство громадських робіт, завершив будівництво центральної автомагістралі, збудував Капітолій (будівлю Конгресу), започаткував сучасну Військову академію, відновив дипломатичні відносини з Венесуелою, здійснив низку прогресивних змін у законодавстві країни, стабілізував національну валюту й 1905 року створив Центральний банк.
Адміністрації Реєса вдалось реструктурувати зовнішній державний борг. В результаті президент отримав суттєву іноземну допомогу й важливі міжнародні позики для фінансування своїх планів суспільних робіт та вдосконалення інфраструктури. Його адміністрація провадила протекціоністську політику, заохочувала розвиток текстильної та цукрової галузей, розширила роботу нафтопереробних заводів, а також виробництво паперу, скла та сталі. Реєс також заохочував розширення площ з вирощування бананів, кави та бавовни.
Через відокремлення Панами від Колумбії за підтримки уряду Сполучених Штатів відносини між Колумбією та США були дуже напруженими, а за правління Реєса ще більше погіршились. Через це 1909 року він був змушений піти у відставку й емігрував до Іспанії. Повернувся на батьківщину 1919 року. Помер у Боготі 1921 року.

## У мистецтві
Рафаеля Реєса згадував Габрієль Гарсія Маркес у своєму романі «Кохання під час холери».